# Leonardo Pettinari
Leonardo Pettinari (* 19. April 1973 in Pontedera) ist ein ehemaliger italienischer Leichtgewichts-Ruderer, der zwischen 1993 und 2007 eine olympische Silbermedaille und zehn Weltmeisterschaftsmedaillen, davon sieben Goldmedaillen, gewann.

## Karriere
Pettinari begann 1985 mit dem Rudersport. Bei den Ruder-Weltmeisterschaften 1993 gewann Pettinari seine erste internationale Medaille, als er mit dem italienischen Leichtgewichts-Achter den dritten Platz hinter den Booten aus Kanada und Dänemark. Zusammen mit Carlo Gaddi wechselte Pettinari 1994 aus dem Achter in den Zweier ohne Steuermann, bei den Ruder-Weltmeisterschaften 1994 gewann Pettinari seinen ersten Weltmeistertitel. Ein Jahr später saßen Gaddi und Pettinari zusammen mit Andrea Re und Ivano Zasio im Vierer ohne Steuermann und gewannen in dieser Bootsklasse den Titel bei den Ruder-Weltmeisterschaften 1995. In der gleichen Besetzung trat der italienische Vierer auch bei den Olympischen Spielen 1996 an, verpasste aber den Einzug in das A-Finale und belegte in der Gesamtwertung den achten Platz.
1997 wechselte Pettinari vom Riemenrudern zum Skullrudern. Zusammen mit Michelangelo Crispi gewann er im Leichtgewichts-Doppelzweier Silber bei den Ruder-Weltmeisterschaften 1997 und 1998 hinter den Polen Tomasz Kucharski und Robert Sycz. 1999 in Kanada gewannen Crispi und Pettinari den Titel, während die Polen nur den vierten Platz belegten.
2000 kam Elia Luini zu Pettinari in den Leichtgewichts-Doppelzweier, zusammen gewannen die beiden die olympische Silbermedaille bei der Olympiaregatta 2000 in Sydney hinter dem polnischen Boot. 2001 unterlagen Luini und Pettinari beim Weltcup in Sevilla dem deutschen Zweier, danach begannen Luini und Pettinari eine Siegesserie mit drei Weltmeistertiteln und sechs Weltcupsiegen bis zu den Olympischen Spielen 2004. Bei der Olympiaregatta 2004 unterlagen die beiden im Vorlauf und konnten sich über Hoffnungslauf und Halbfinale nur für das B-Finale qualifizieren, dort trat Pettinari nicht mehr an, Luini belegte zusammen mit Nicola Moriconi den letzten Platz im B-Finale.
2005 ruderte Stefano Basalini gemeinsam mit Pettianri im Doppelzweier, die beiden belegten den vierten Platz bei den Weltmeisterschaften 2005. 2006 kehrte Pettinari zurück in den Vierer ohne Steuermann, erreichte aber weder im Weltcup noch bei den Weltmeisterschaften 2006 das A-Finale. 2007 ruderte Pettinari im Weltcup im Vierer ohne Steuermann und im Achter, bei den Weltmeisterschaften 2007 saß er dann im italienischen Doppelvierer, mit dem er die Goldmedaille gewann. Nach sieben 
Weltmeistertiteln beendete Pettinari seine internationale Karriere.
Pettinari hatte bei einer Körpergröße von 1,81 Metern ein für Leichtgewichte typisches Wettkampfgewicht von etwa 70 Kilogramm.

## Medaillen bei internationalen Meisterschaften
(OS = Olympische Spiele; WM = Weltmeisterschaften)
- WM 1993: 3. Platz im Leichtgewichts-Achter (Enrico Barbaranelli, Carlo Gaddi, Carlo Grande, Pasquale Marigliano, Leonardo Pettinari, Paolo Ramoni, Fabrizio Ranieri, Andrea Re und Steuermann Gaetano Iannuzzi)
- WM 1994: 1. Platz im Leichtgewichts-Zweier ohne Steuermann (Carlo Gaddi, Leonardo Pettinari)
- WM 1995: 1. Platz im Leichtgewichts-Vierer ohne Steuermann (Carlo Gaddi, Leonardo Pettinari, Andrea Re, Ivano Zasio)
- WM 1997: 2. Platz im Leichtgewichts-Doppelzweier (Michelangelo Crispi, Leonardo Pettinari)
- WM 1998: 2. Platz im Leichtgewichts-Doppelzweier (Michelangelo Crispi, Leonardo Pettinari)
- WM 1999: 1. Platz im Leichtgewichts-Doppelzweier (Michelangelo Crispi, Leonardo Pettinari)
- OS 2000: 2. Platz im Leichtgewichts-Doppelzweier (Elia Luini, Leonardo Pettinari)
- WM 2001: 1. Platz im Leichtgewichts-Doppelzweier (Elia Luini, Leonardo Pettinari)
- WM 2002: 1. Platz im Leichtgewichts-Doppelzweier (Elia Luini, Leonardo Pettinari)
- WM 2003: 1. Platz im Leichtgewichts-Doppelzweier (Elia Luini, Leonardo Pettinari)
- WM 2007: 1. Platz im Leichtgewichts-Doppelvierer (Leonardo Pettinari, Daniele Gilardoni, Luca Moncada, Daniele Danesin)